# Liriomyza peruensis
Liriomyza peruensis är en tvåvingeart som beskrevs av Zlobin 2001. Liriomyza peruensis ingår i släktet Liriomyza och familjen minerarflugor.
Artens utbredningsområde är Peru. Inga underarter finns listade i Catalogue of Life.